# Alfons Dölle
Alfonsus Hermanus Maria (Alfons) Dölle (Ulft, 2 mei 1947 – Groningen, 24 juli 2012) was een Nederlands politicus en rechtsgeleerde. Hij was hoogleraar staatsrecht, gespecialiseerd in decentrale overheden aan de Rijksuniversiteit van Groningen.
Dölle studeerde sociologie van 1965 tot 1972 aan de Rijksuniversiteit Groningen, later aangevuld met rechten, waarbij hij zich specialiseerde in het staats- en bestuursrecht. Hij promoveerde in 1988 aan de Rijksuniversiteit Groningen met een dissertatie, getiteld Over ongeschreven staatsrecht.
Van 1 september 1978 tot 1 april 1994 zat hij in de gemeenteraad van Groningen voor het CDA.
Van 8 juni 1999 tot 7 juni 2011 was hij lid van de Eerste Kamer voor het CDA. In de senaat hield hij zich voornamelijk bezig met Binnenlandse Zaken, daarnaast was hij lid van de vaste commissie voor Algemene Zaken en Huis der Koningin.
Op 24 juli 2012 is hij aan de gevolgen van een hartstilstand overleden.
Hij werd begraven op 30 juli 2012 op het Rooms-katholiek Kerkhof te Groningen.
- Biografisch Portaal: 20910256
- Gemeinsame Normdatei: 170667251
- International Standard Name Identifier: 0000 0000 3857 1328
- Library of Congress Control Number: n86132439
- NARCIS: PRS1240375
- Nederlandse Thesaurus van Auteursnamen: 073387401
- Parlement.com: vg09llkibxvf
- Virtual International Authority File: 48254317
- WorldCat: E39PBJgH8GkMhCtfkqfgYTRR8C